# Angiosarcoma epatico
L'angiosarcoma epatico primario è un tipo di angiosarcoma che colpisce il fegato. Si tratta di un tumore raro, maligno delle cellule endoteliali dei vasi sanguigni o dei vasi linfatici. Oltre alla proliferazione aggressiva il tumore si caratterizza per un'ampia distribuzione delle cellule tumorali. L'angiosarcoma epatico primario (HAS) è composto da cellule fusiformi o pleomorfe che crescono nel lume di spazi vascolari preesistenti (es. sinusoidi e venule epatiche terminali). Annualmente in tutto il mondo sono solo circa 200 i casi diagnosticati.

## Epidemiologia
L'angiosarcoma epatico primario è causa di circa l'1-2% dei tumori primitivi del fegato.
È il più frequente tumore mesenchimale primario del fegato. Il tumore si sviluppa più spesso in pazienti nella 7^-8^ decade di età, con una predominanza nel sesso maschile (M:F = 4:1).
La sua incidenza è in rapido aumento a causa della sua associazione epidemiologica con l'esposizione a thorotrast, cloruro di vinile, e altre sostanze carcinogene.

## Cause
L'angiosarcoma epatico è noto per associarsi all'esposizione ad alcuni carcinogeni chimici. Tuttavia una quota cospicua di tumori (il 75% circa) sono di eziologia ignota. I fattori eziologici più spesso associati all'insorgenza del tumore sono l'esposizione industriale ai monomeri di cloruro di vinile, l'esposizione per motivi medici al mezzo di contrasto radiologico Thorotrast (un composto radioattivo colloidale di diossido di torio), l'uso di steroidi anabolizzanti androgeni, l'uso di fenilidrazina, l'ingestione cronica di composti dell'arsenico, l'esposizione al radio.
Tra le associazioni possibili con questo tumore va anche segnalata quella con l'emocromatosi e la neurofibromatosi di tipo 1 (NF1, o malattia di von Recklinghausen).
Per quanto riguarda il cloruro di vinile va detto che questo composto è stato riconosciuto come epatotossico fin dai primi anni 50. Gli studi eseguiti nel tempo hanno messo in evidenza che non è tanto il cloruro di vinile inalato
che è tossico, quanto piuttosto un prodotto reattivo intermedio delle lavorazioni, l'ossido di cloroetilene, un epossido altamente reattivo.

## Clinica
I pazienti spesso riferiscono disturbi addominali vaghi, dolore addominale, perdita di peso, astenia e talvolta la sensazione di una massa addominale. 
È anche possibile che vengano riferiti sintomi più tipici di epatopatia, come ad esempio nausea, tendenza al vomito, marcata perdita di appetito e febbre.
Con il tempo il dolore addominale può diventare più evidente, irradiarsi anche al dorso ed in regione lombare, ed associarsi ad epatomegalia e versamento ascitico.
Circa il 10% dei pazienti ha metastasi a distanze e sintomatologia ad esse correlata.
In qualche caso la presentazione coincide con insufficienza epatica acuta.
Se il paziente riferisce dolore toracico aspecifico, dispnea e/o tachipnea o emottisi la sintomatologia potrebbe essere in relazione con la presenza di metastasi. Queste ultime sono più frequenti al polmone e ai linfonodi dell'ilo; meno frequentemente alla milza o all'osso.

## Diagnosi
- Radiografia tradizionale

Gli angiosarcomi epatici si presentano come masse multiple, dalle caratteristiche non specifiche, che coinvolgono entrambi i lobi, anche se è possibile la presenza di un'unica massa.
- Ecografia Addominale

Mette in evidenza noduli multipli o solitari che si differenziano per l'ecogenicità: ciò è dovuto all'eventuale presenza di necrosi o di emorragia delle masse. Il ricorso all'ecografia con mezzo di contrasto può fornire importanti ulteriori indizi nella diagnosi di angiosarcoma epatico: la condizione si caratterizza per un notevole mancato potenziamento centrale che mostra abbondante tessuto neoplastico nell'area centrale, con irregolare miglioramento periferico nella fase arteriosa e portale. In fase tardiva si assiste a washout completo.
- TC con mezzo di contrasto

È generalmente considerata la tecnica strumentale di riferimento per la diagnosi. Con la TC le lesioni appaiono come aree ipodense (ma in caso di emorragia la zona interessata può apparire iperdensa), con molteplici pattern di rinforzo durante la fase di contrasto.

## Diagnosi differenziale
- Disordini vascolari benigni del fegato
- Metastasi epatiche
- Sarcoma di Kaposi
- Sarcoma di Kaposi
- Carcinoma epatocellulare
- Fibrosarcoma.

## Terapia
Non esistono linee guida di trattamento, sia per la rarità della condizione, sia per la spiccata aggressività del tumore.
I trattamenti chemioterapici proposti sono solo di tipo palliativo.
L'intervento chirurgico con completa resezione del tumore sembra essere tra le opzioni in grado di migliorare la prognosi dei pazienti. 
Diversi autori suggeriscono invece una escissione locale, da sola o in combinazione con terapia adiuvante, ritenendola una scelta ottimale, con medie di sopravvivenza che possono arrivare a 17 mesi.
Il trapianto di fegato è stato ormai abbandonato a causa dell'elevata frequenza di recidive e e della bassa sopravvivenza post trapianto.
Addirittura in base alle linee guida europee e alle esperienze del registro trapianti di fegato, l'angiosarcoma epatico è una controindicazione assoluta al trapianto. La media di sopravvivenza dei pazienti che vi furono sottoposti è stata di 6 mesi: tra costoro il 23% morì di complicanze infettive e il 17% morì per recidiva di tumore.

## Prognosi
La prognosi è infausta. L'angiosarcoma epatico primario è un tumore rapidamente fatale: la maggior parte dei pazienti muore entro 6 mesi dalla diagnosi di insufficienza epatica o emorragia gastrointestinale.